# 김여랑
은세연(본명: 김여랑)(1976년 10월 26일 ~ )은 대한민국의 배우이다.

## 출연작

### 영화
- 2000 구멍
- 2000 불후의 명작
- 2003 나쁜 여자의 최후

### 드라마
- 1995 KBS 2TV 목욕탕집 남자들
- 1996 KBS 2TV 신고합니다
- 1997 KBS 2TV 파랑새는 있다
- 1997 KBS 2TV 행복한 아침
- 1997 KBS 2TV 프로포즈
- 1997 KBS 2TV 질주
- 1998 KBS 1TV 왕과비
- 1998 KBS 2TV 싱싱 손자병법
- 1998 KBS 2TV 은아의 뜰
- 1998 KBS 2TV 사랑해서 미안해
- 1999 MBC TV 남자 셋 여자 셋
- 2003 MBC 지고는 못살아
- 2005 KBS 1TV 고향역
- 2008 수퍼액션 도시괴담 데자뷰 시즌3